# 广德福
广德福（1962年9月—），满族，黑龙江哈尔滨人，中华人民共和国政治人物，曾任中华人民共和国常驻联合国粮农机构代表。

## 生平
广德福曾先后在中国人民解放军空军工程学院、空军政治部干部部、中国驻俄罗斯大使馆武官处任职，后任空军司令部副师职干部、国家质量监督检验检疫总局人事司干部监督室副主任、办公厅局长办公室主任（副司级）、办公厅巡视员。2012年12月，任农业部农产品质量安全监管局巡视员。2016年12月，任农业部农产品质量安全监管局局长。2018年8月，任农业农村部办公厅（对台湾农业事务办公室）主任。2020年4月，任农业农村部总农艺师、办公厅（对台湾农业事务办公室）主任。2021年4月，出任中华人民共和国常驻联合国粮农机构代表。2024年9月，自驻粮农机构代表离任。